# Wyżni Walentkowy Stawek
Wyżni Walentkowy Stawek (słow. Vyšné Valentkove pleso) – małe, okresowe jeziorko polodowcowe w Dolinie Walentkowej w słowackich Tatrach Wysokich. Znajduje się na dnie lodowcowego kotła Walentkowe Kamienne w górnym piętrze tej doliny, pod skalnymi ścianami Świnicy i Walentkowego Wierchu, na wysokości 1879 m (lub 1890 m). Przybliżone wymiary stawku wynoszą 7 × 3 m, głębokość 0,5 m.
Na niektórych mapach oznaczany jest błędnie jako Walentkowy Stawek. Jeziorko to znajduje się jednak około 90 m niżej, na środkowym piętrze doliny, nieco poniżej dawnego szlaku z przełęczy Liliowe na Zawory.